# Kościół Najświętszej Maryi Panny Szkaplerznej w Iwnie
Kościół Najświętszej Maryi Panny Szkaplerznej w Iwnie – rzymskokatolicki kościół parafialny należący do parafii pod tym samym wezwaniem (dekanat kostrzyński archidiecezji poznańskiej).
Jest to świątynia wybudowana w latach 1778-80 i ufundowana przez Franciszkę ze Skoroszewskich Krzycką. Powstała na planie krzyża greckiego, z wieżą umieszczoną w fasadzie. Przęsło centralne jest nakryte sklepieniem kolebkowym z lunetami, pozostałe – sklepieniami żaglastymi z lunetami.
Wyposażenie budowli pochodzi głównie z czasów budowy kościoła: m.in. należą do niego trzy ołtarze. W głównym ołtarzu jest umieszczony obraz Matki Boskiej z Dzieciątkiem namalowany w 1. ćwierci XVII wieku, ambona i chrzcielnica. Oprócz tego w kościele można zobaczyć np. kamienną chrzcielnicę późnogotycką w formie kielicha, renesansowe zwieńczenie sakramentarium z około 1520-30, wykonane z piaskowca, z płaskorzeźbionym popiersiem Boga Ojca, kamienną płytę nagrobną Jana Iwińskiego, zmarłego w 1549 roku, z płaskorzeźbionym wizerunkiem rycerza w zbroi a także fragment epitafium kamiennego z 2. poł. XVI wieku, z osobami ubranymi w stroje szlacheckie, klęczącymi pod krzyżem.